# محسن الحربی
محسن الحربی (عربی: محسن صالح راشد الحربي؛ زادهٔ ۲۲ سپتامبر ۱۹۸۰) بازیکن فوتبال اهل عمان بود.
از باشگاه‌هایی که در آن بازی کرده‌است می‌توان به باشگاه فوتبال صور و باشگاه السویق اشاره کرد.
وی همچنین در تیم ملی فوتبال عمان بازی کرده‌است.